# Germaniumtetrachloride
Germaniumtetrachloride is een anorganische verbinding van germanium, met als brutoformule GeCl4. De stof komt voor als een rokende kleurloze vloeistof, met een ietwat zure indringende geur. De molecule is structureel verwant aan koolstoftetrachloride en siliciumtetrachloride. Het bezit een tetraëdrische moleculaire geometrie.

## Synthese
Germaniumtetrachloride wordt bereid door reactie van germaniumdioxide met waterstofchloride:
{\displaystyle \mathrm {GeO_{2}\ +\ 4\ HCl\ \longrightarrow \ GeCl_{4}\ +\ 2\ H_{2}O} }
Zuiver germanium kan worden omgezet met chloorgas:
{\displaystyle \mathrm {Ge\ +\ 2\ Cl_{2}\ \longrightarrow \ GeCl_{4}} }

## Toepassingen
Germaniumtetrachloride wordt vrijwel uitsluitend gebruikt als intermediair in diverse processen. Zo kan het gereduceerd worden tot zuiver germanium of door hydrolyse in water omgezet worden tot germaniumdioxide:
{\displaystyle \mathrm {GeCl_{4}\ +\ 2\ H_{2}O\ \longrightarrow \ GeO_{2}\ +\ 4\ HCl} }
Dit germaniumdioxide wordt onder meer in bepaalde glassoorten verwerkt, omdat het een grote brekingsindex bezit.